# Cimitero delle Fontanelle
Il cimitero delle Fontanelle (in napoletano 'e Funtanelle) è un antico cimitero della città di Napoli, situato in via Fontanelle. Chiamato in questo modo per la presenza in tempi remoti di fonti d'acqua, il cimitero accoglie circa 40.000 resti di persone, vittime della grande peste del 1656 e del colera del 1836.
Il cimitero è noto anche perché vi si svolgeva un particolare rito, detto il rito delle "anime pezzentelle", che prevedeva l'adozione e la sistemazione, in cambio di protezione, di un cranio (detta «capuzzella»), al quale corrispondeva un'anima abbandonata (detta perciò «pezzentella»).

## Storia
L'antico ossario si sviluppa per circa 3.000 m2, mentre le dimensioni della cavità sono stimate attorno ai 30.000 m3.
Si trova all'estremità occidentale del vallone naturale della Sanità, uno dei rioni di Napoli più ricchi di storia e tradizioni, appena fuori dalla città greco-romana, nella zona scelta per la necropoli pagana e più tardi per i cimiteri cristiani. Il sito conserva da almeno quattro secoli i resti di chi non poteva permettersi una degna sepoltura e, soprattutto, delle vittime delle grandi epidemie che hanno più volte colpito la città.
In quest'area, situata tra il vallone dei Girolamini a monte e quello dei Vergini a valle, erano dislocate numerose cave di tufo, utilizzate fino al 1600 per reperire il materiale, il tufo, appunto, per costruire la città.
Lo spazio delle cave di tufo fu usato a partire dal 1656, anno della peste, che provocò almeno trecentomila morti, fino all'epidemia di colera del 1836.
A tali resti si aggiunsero nel tempo anche le ossa provenienti dalle cosiddette "terresante" (le sepolture ipogee delle chiese che furono bonificate dopo l'arrivo dei francesi di Gioacchino Murat) e da altri scavi.
Il canonico ed etnologo Andrea de Jorio, nel 1851 direttore del ritiro di San Raffaele a Materdei, racconta che verso la fine del Settecento tutti quelli che avevano i mezzi lasciavano disposizioni per farsi seppellire nelle chiese. Qui però spesso non vi era più spazio sufficiente; accadeva, allora, che i becchini, dopo aver finto di aderire alle richieste e aver effettuato la sepoltura, a notte fonda, posto il morto in un sacco, se lo caricassero su una spalla e andassero a riporlo in una delle tante cave di tufo.

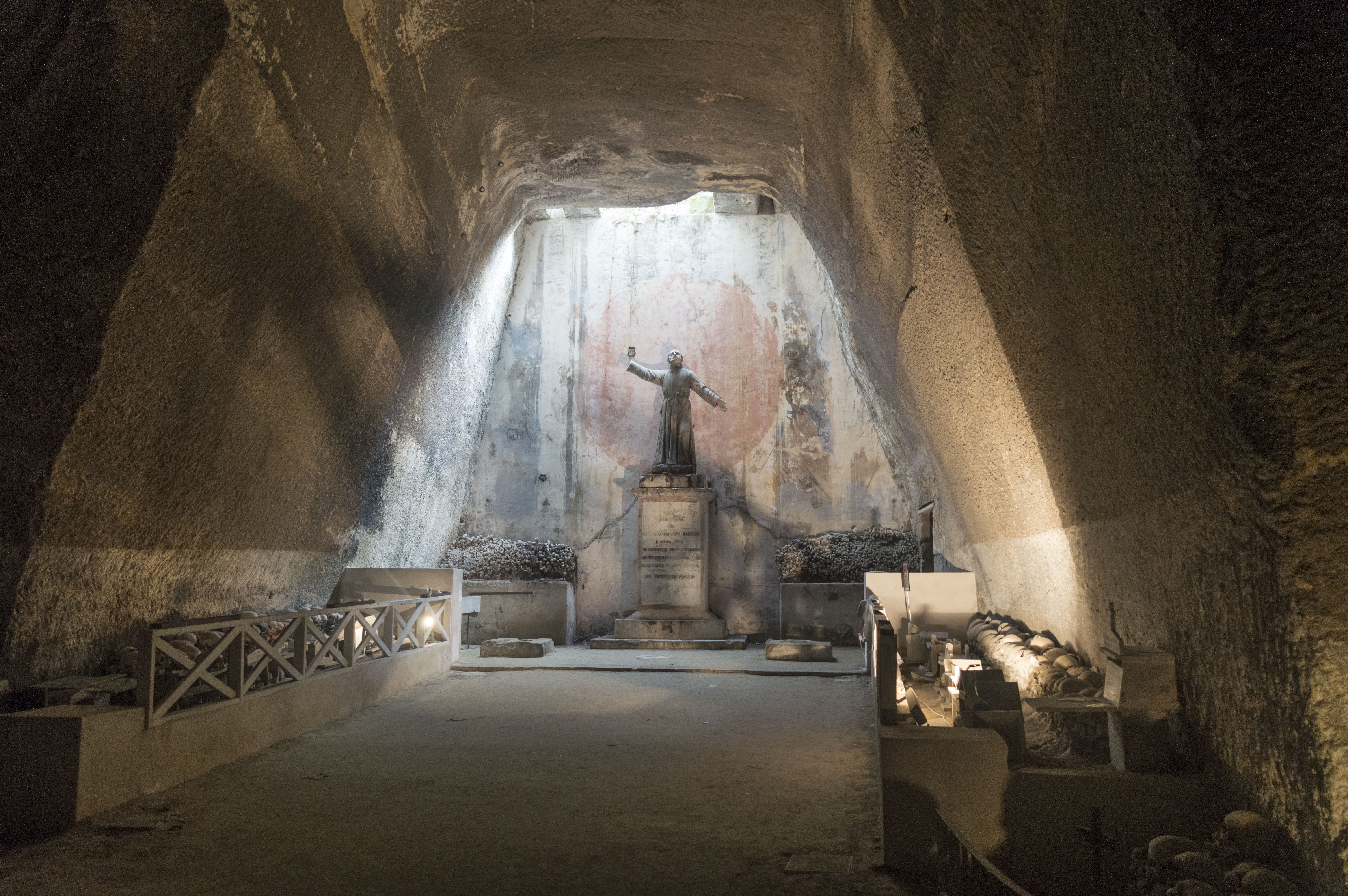
Altro crocevia tra le gallerie.

Tuttavia, in seguito alla improvvisa inondazione di una di queste gallerie, i resti vennero trascinati all'aperto portando le ossa per le strade. Allora le ossa furono ricomposte nelle grotte, furono costruiti un muro ed un altare ed il luogo restò destinato ad ossario della città.
Secondo una credenza popolare uno studioso avrebbe contato, alla fine dell'Ottocento, circa otto milioni di ossa di cadaveri rigorosamente anonimi. Oggi si possono contare 40.000 resti, ma si dice che sotto l'attuale piano di calpestio vi siano compresse ossa per almeno quattro metri di profondità, ordinatamente disposte, all'epoca, da becchini specializzati.
Nel marzo 1872 il cimitero fu aperto al pubblico e affidato dal Comune al canonico Gaetano Barbati, ritenuto erroneamente parroco di Materdei, il quale, con l'aiuto del Cardinale Sisto Riario Sforza, eseguì una sistemazione dei resti secondo la tipologia delle ossa (crani, tibie, femori) e organizzò a mo' di chiesa provvisoria la prima cava, in attesa che fosse costruito un tempio stabile.
Negli anni sessanta, gli anni del Concilio Vaticano II, il parroco della chiesa delle Fontanelle Don Vincenzo Scancamarra preoccupato per il feticismo insito nel culto delle "anime pezzentelle" chiese consiglio all'arcivescovo di Napoli, il cardinale Corrado Ursi, sul problema. Il 29 luglio 1969 un decreto del Tribunale ecclesiastico per la causa dei santi proibì il culto individuale delle capuzzelle, oggetto di una fede considerata pagana, consentendo che fosse celebrata una messa al mese per le anime del purgatorio e che fosse eseguita una processione al suo interno ogni 2 novembre, giorno della commemorazione dei defunti. Non fu la decisione delle istituzioni religiose, ma il progressivo oblio devozionale a far scivolare il cimitero nel dimenticatoio. Per anni in stato di abbandono, fu messo in sicurezza e riordinato nel marzo del 2002, ma mai riaperto al pubblico se non per pochi giorni l'anno, specie in occasione della rassegna Maggio dei Monumenti napoletano.
Il 23 maggio 2010 una pacifica occupazione degli abitanti del rione ha convinto l'Amministrazione Comunale a riaprirlo. Da quel giorno il cimitero è stato riaperto per poi essere di nuovo chiuso nel 2019. Da allora non si hanno notizie certe circa la riapertura. Per scelta del comune di Napoli, la gestione del sito potrebbe essere affidata ai privati, in particolare ad una cooperativa sociale, introducendo però un costo per pagare il biglietto d'ingresso. Nel 2023 si annuncia che il cimitero sarebbe stato riaperto all'inizio del 2024, gestito dalla cooperativa La Paranza, vincitrice di un bando pubblico. Al maggio 2025, il sito rimane chiuso.

## Geografia
Il toponimo Sanità, secondo il canonico Gennaro Aspreno Galante, ricondurrebbe sia ai molti miracoli che si ottenevano sulle tombe dei santi sepolti sia alla salubrità del luogo. Il quartiere che si estende tra via Foria e la collina di Capodimonte ha sempre avuto dei segni distintivi nell'orografia come nell'urbanistica, nella storia come nella cultura.
Il nome delle "Fontanelle" deriva dalla presenza di abbondanti sorgenti e fonti d'acqua in questa parte delle città, fonti che del resto Napoli ha sempre posseduto anche all'interno delle mura.

## Descrizione del sito

### L'utilizzo cimiteriale

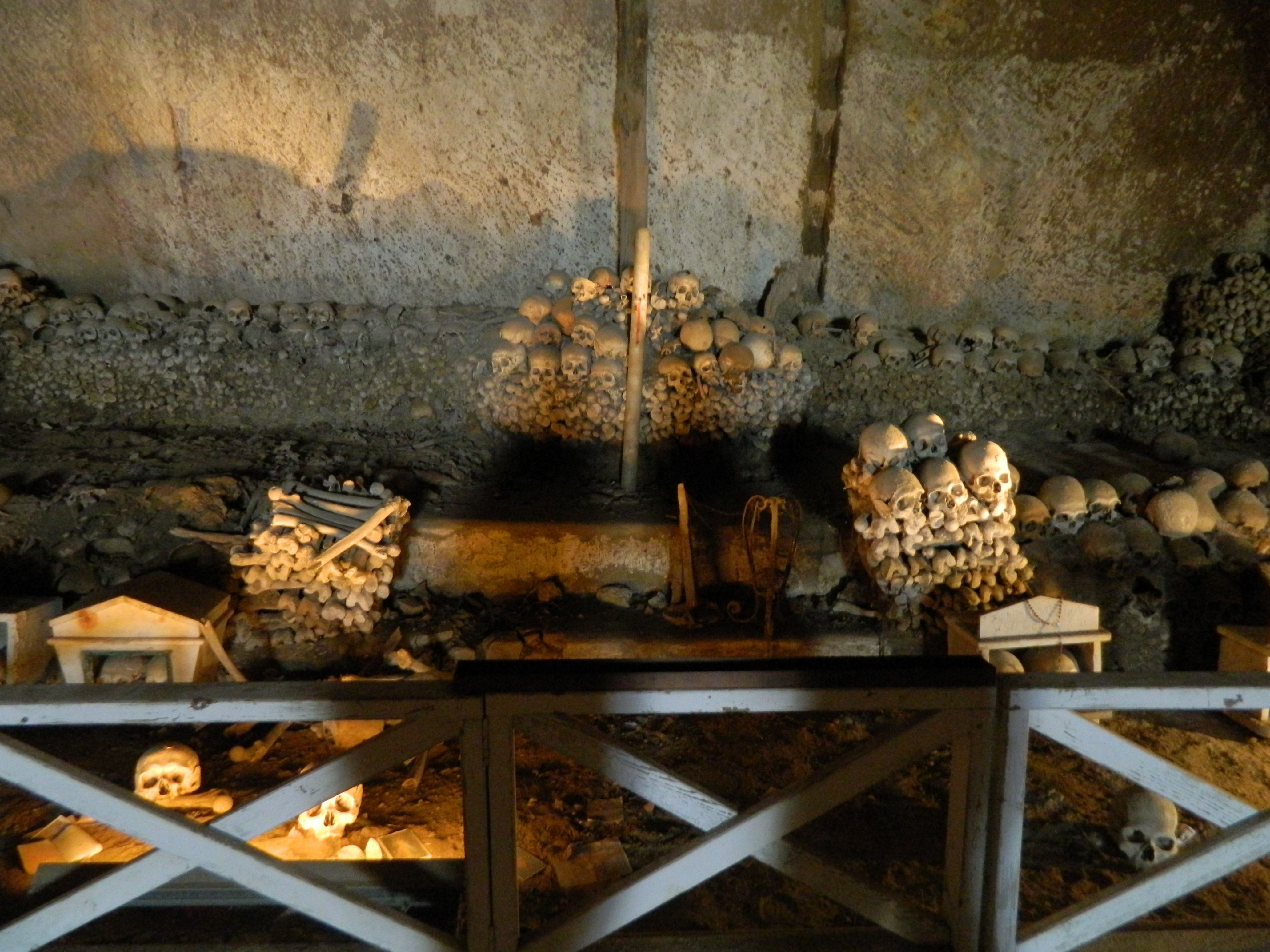
Crani ammassati sulla parete di fondo della galleria centrale.

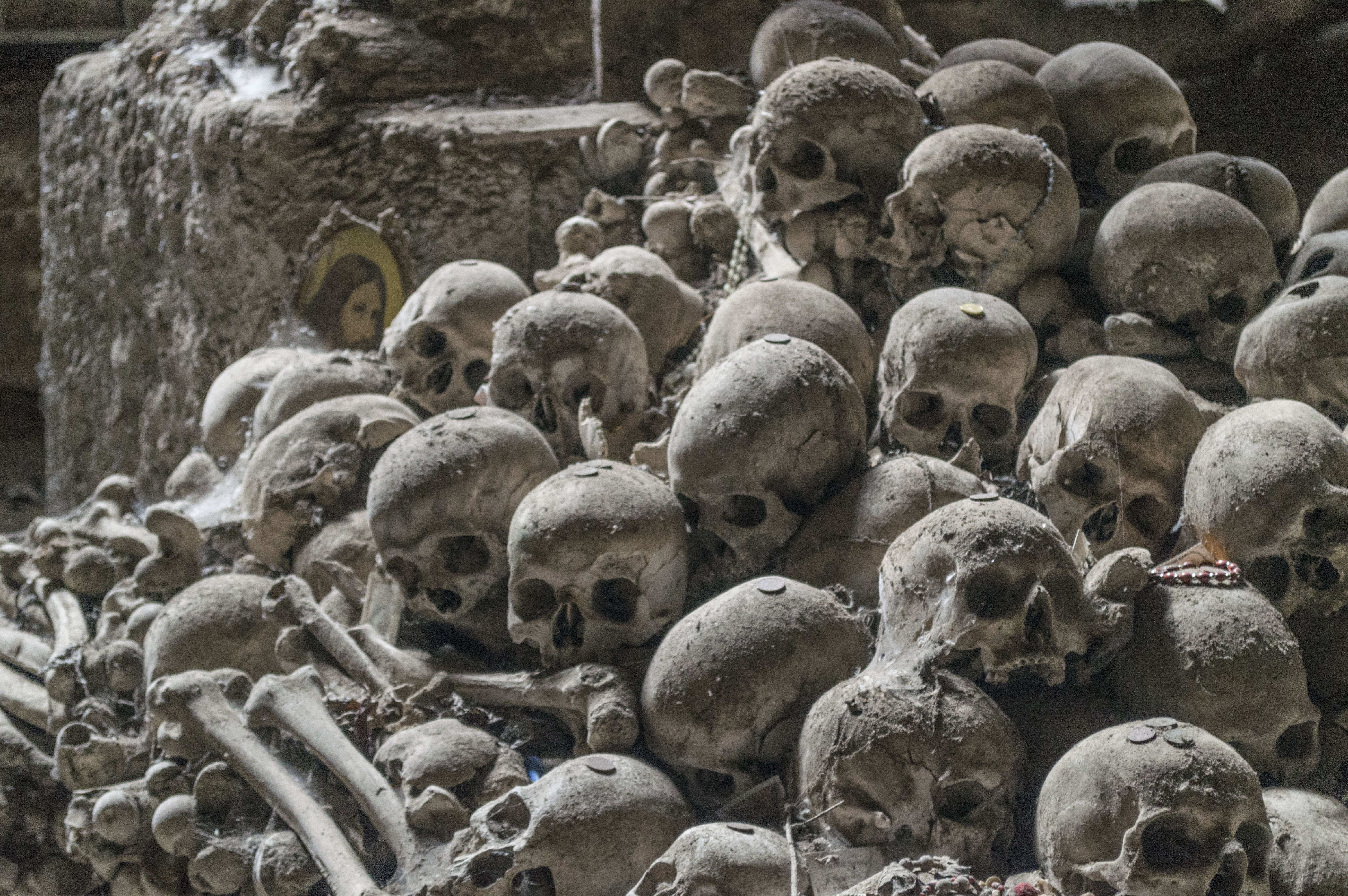
Crani

Il cimitero è scavato nella roccia tufacea gialla della collina di Materdei. È formato da tre grandi gallerie a sezione trapezoidale, in direzione N-S, con un'altezza variabile tra i 10 e i 15 m e lunghe un centinaio di metri collegate da corridoi laterali. Queste gallerie, per la loro maestosa grandezza, sono chiamate navate come quelle di una basilica. Ogni navata ha ai propri lati delle corsie dove sono ammucchiati teschi, tibie e femori e ha un proprio nome: la navata sinistra è detta navata dei preti perché in essa sono depositati i resti provenienti dalle terresante di chiese e congreghe; la navata centrale è detta navata degli appestati perché accoglie le ossa di quanti perirono a causa delle terribili epidemie che colpirono la città (la peste su tutte, in special modo quella del 1656); infine la navata destra è detta navata dei pezzentielli perché in essa furono poste le misere ossa della gente povera.
L'ingresso principale è attraverso una cavità sulla destra della piccola chiesa di Maria Santissima del Carmine, costruita sullo scorcio del XIX secolo a ridosso delle cave di tufo. Già alla fine del Settecento si registrò una prima sommaria sistemazione dei resti e si assistette al concretizzarsi di numerose stuoie e sudari di ossa.
I resti anonimi si moltiplicarono col passare degli anni ed è qui che confluirono, oltre alle ossa trasferite dalle terresante, anche i corpi dei morti nelle epidemie. Alla fine dell'Ottocento alcuni devoti, guidati da padre Gaetano Barbati, disposero in ordinate cataste le migliaia di ossa umane ritrovate nel cimitero.
Da allora è sorta una spontanea e significativa devozione popolare per questi defunti, nei quali i fedeli identificano le anime purganti bisognose di cura ed attenzione. Alcuni teschi furono quindi "adottati" da devoti che li allocarono in apposite teche di legno, identificandoli anche con un nome e con una storia, che affermavano essere svelati loro in sogno. Per lunghi anni, il cimitero è stato teatro di questa religiosità popolare fatta di riti e pratiche del tutto particolari.
Si vuole che qui riposino anche i resti del poeta Giacomo Leopardi, morto durante il colera del 1837. In realtà il poeta fu inumato prima nella cripta, poi nell'atrio della chiesa di San Vitale fino a quando nel 1939 fu spostato al Parco Vergiliano anche se sui resti di Leopardi esiste tuttora un caso.
In esso furono collocate le ossa ritrovate nel corso della sistemazione di via Toledo degli anni 1852-1853, risalenti alla peste del 1656. Ed ancora, nel 1934, vi furono collocate le ossa ritrovate ai piedi del Maschio Angioino durante i lavori di sistemazione di via Acton e quelle provenienti dalla cripta della chiesa di San Giuseppe Maggiore demolita nello stesso anno, come ricordano due lapidi ben visibili nella prima ala destra del cimitero.

### La chiesa interna

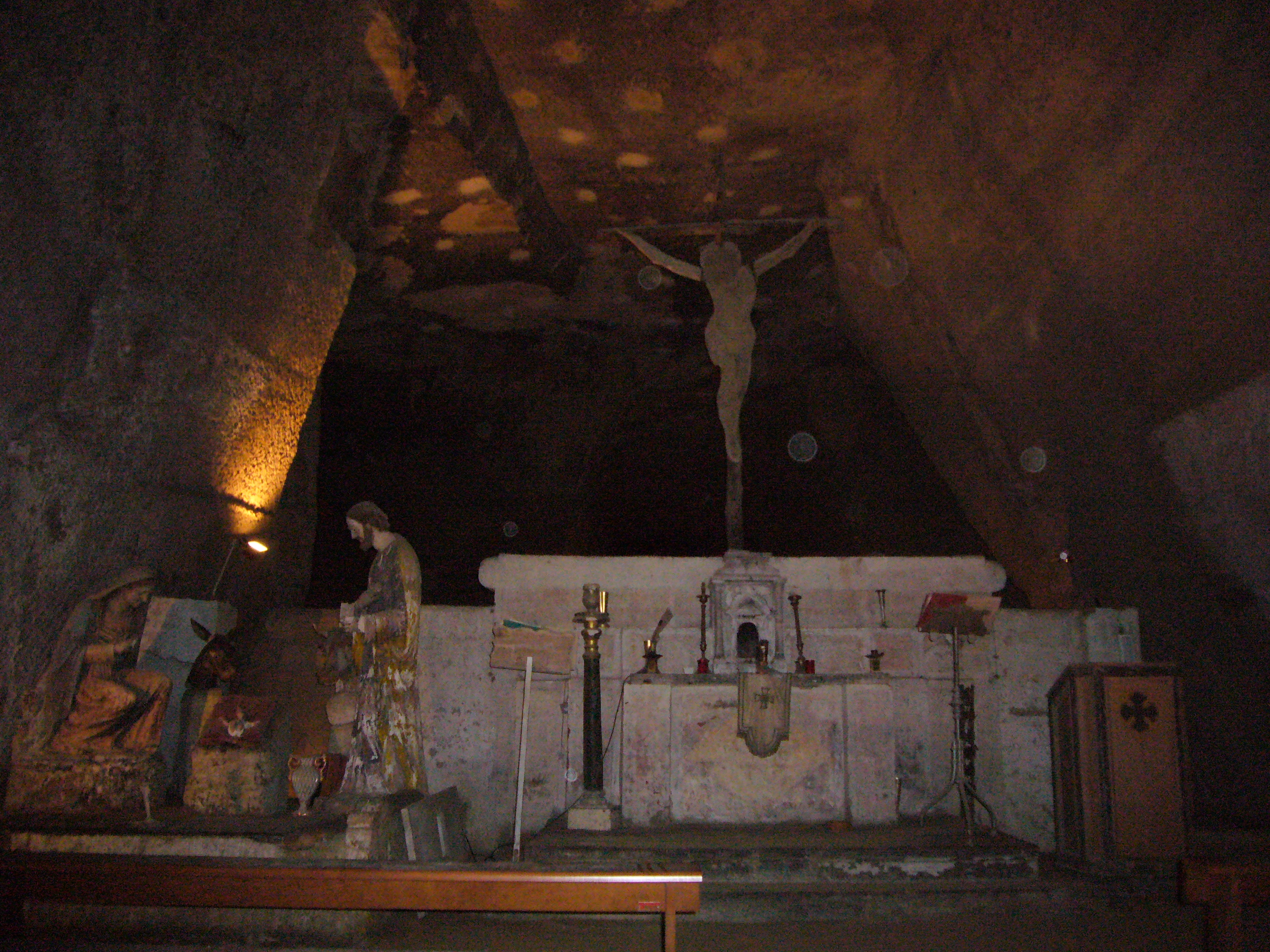
Il Presepe e il Crocifisso

Alla fine dell'Ottocento, dinanzi all'ingresso principale della cava, viene eretta la chiesa di Maria Santissima del Carmine. Il tempio sostituisce la cappella ricavata all'interno della cava, regolarmente utilizzata per le celebrazioni liturgiche fino agli anni ottanta (anche se alcune celebrazioni sono state svolte recentemente).
La chiesa interna è accessibile dalla prima ala a sinistra ed è longitudinalmente appartenente in toto alla navata sinistra. Alla destra dell'ingresso, in una specie di atrio dominato dall'abside della nuova chiesa, è collocata la riproduzione della grotta di Lourdes, dove si trovano la statua dell'Immacolata e di Bernadette.
All'interno, a sinistra si trovano due bare con gli unici scheletri ben visibili dentro il cimitero, entrambi vestiti. Sono le spoglie di una coppia di nobili: Filippo Carafa conte di Cerreto, dei duchi di Maddaloni, morto ad ottantaquattro anni nel 1793 e sua moglie, donna Margherita, morta a cinquantaquattro anni. Quest'ultima, il cui cranio si è preservato mummificato, presenta la bocca aperta e da qui proviene la diceria che sarebbe morta soffocata da uno gnocco.
A destra vi è la cappella con la statua di Cristo deposto che ricalca molto sommariamente il Cristo velato di Giuseppe Sanmartino. Sulla sinistra dell'altare maggiore, su cui campeggia il Crocifisso sagomato, è presente un alto finestrone e un presepe sistemato nella prima metà del Novecento, con Maria e Giuseppe a grandezza naturale. Sotto il finestrone, infine, ci sono le prime due bare che raccolgono i resti di ossa (forse di bambini).

### La navata dei preti

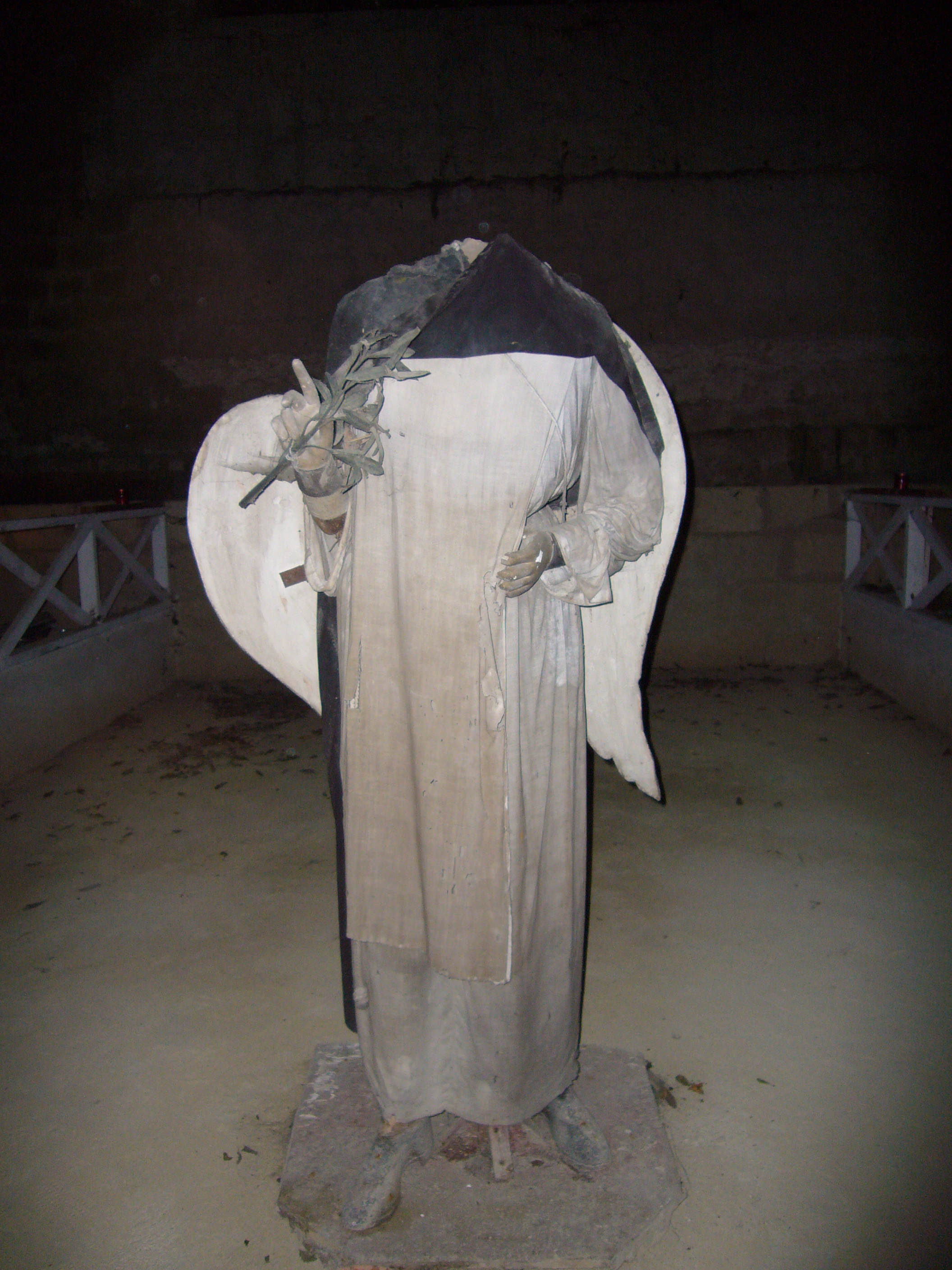
La statua acefala del monacone san Vincenzo Ferrer

Proseguendo nella prima navata subito a sinistra è stata realizzata la cappella che ricorda il canonico Gaetano Barbati il quale organizzò le prime squadre di fedeli per la sistemazione dei resti e fece inoltre scrivere la lapide sulla facciata della chiesa, come monito di pietà cristiana per i posteri.
Ai piedi della statua di Gaetano Barbati vi è una bara in cui sono deposti i resti di due scheletri posti l'uno accanto all'altro e la credenza popolare li identifica come i due sposi.

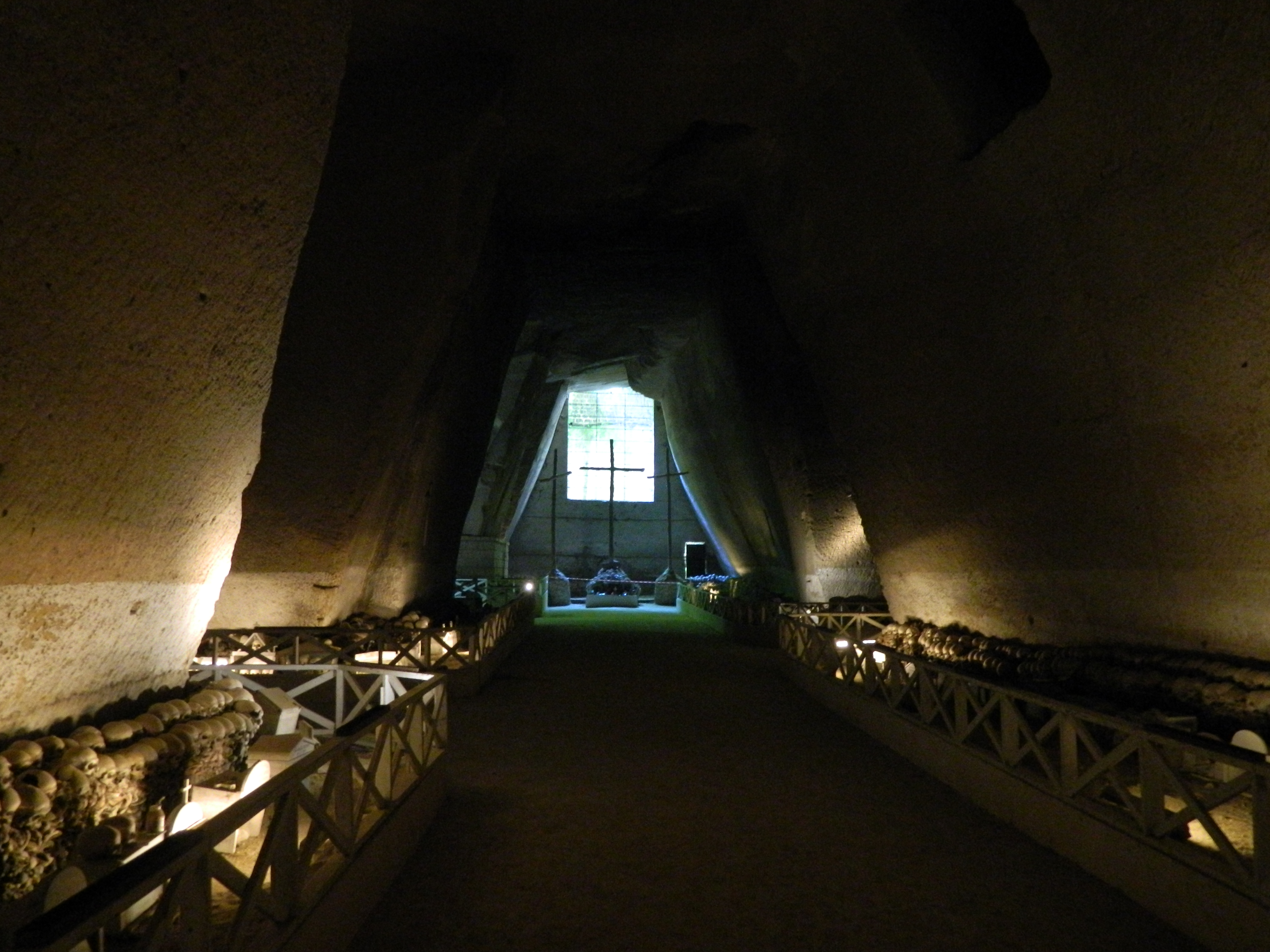
La galleria in direzione verso il Tribunale.

Proseguendo, in una cavità sempre a sinistra, illuminata da un impossibile raggio di luce, si innalza l'inquietante figura del Monacone: l'impressionante statua di San Vincenzo Ferrer col tipico abito domenicano bianco-nero e decapitata, sulla quale una mano ignota ha posto un teschio in luogo della testa che fu rimosso dopo i lavori di risistemazione del cimitero.
Nel fondo si trova l'antro forse più noto, definito il Tribunale per la presenza di tre croci con una base di teschi. Qui, secondo quanto si racconta da almeno un secolo, si riunivano i vertici della camorra antica per i famosi giuramenti di sangue e gli altri riti di affiliazione e, anche, per emettere le condanne a morte.
La corsia alla destra del tribunale ospita il teschio più famoso, ovvero quello del Capitano. Sulla sua figura aleggiano varie leggende e ad essa è legata anche quella dei suddetti sposi, situati nella bara sotto la statua del canonico Barbati.
Non lontano vi è il Calvario, chiamato così perché il Golgota - il monte dove spirò Gesù - in aramaico significa teschio. Attualmente la sistemazione non è più quella originaria per via di un'alluvione, che determinò la copertura di fango di quasi tutti i teschi.

### La navata degli appestati

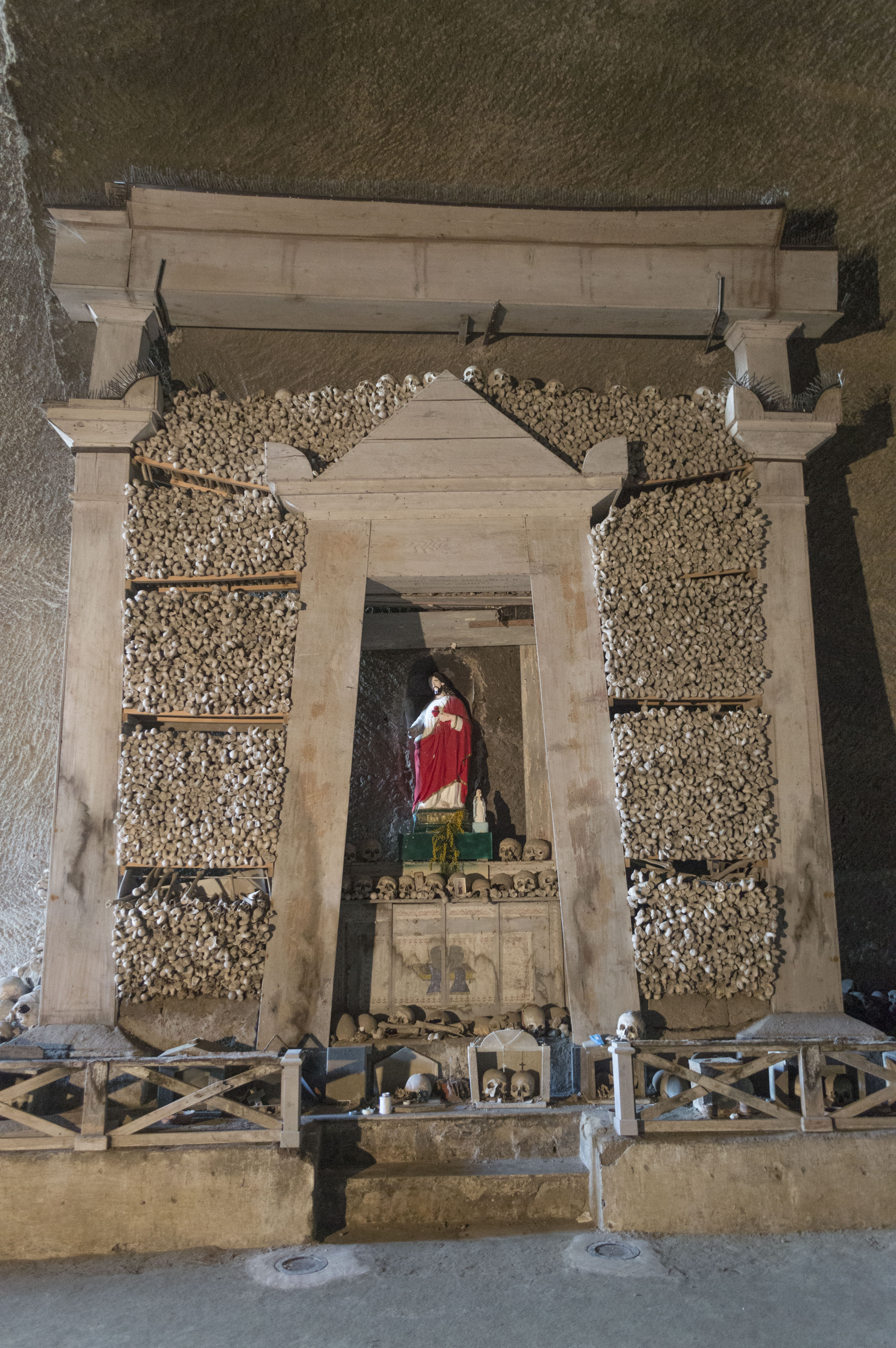
La grande cappella-ossoteca della navata centrale con il Sacro Cuore di Gesù.

Continuando nella navata centrale, quella degli appestati, ogni lato è occupato da cataste di teschi che, in base all'ennesima leggenda, sarebbero stati ordinati secondo la condizione sociale dei defunti. Sulla sinistra, nel mezzo d'un ambiente di grande impatto visivo ed emozionale, quello che si potrebbe definire l'ossoteca, una grande cappella piena di tibie e femori, al cui centro si erge un Sacro Cuore di Gesù.
Dopo il Calvario sulla sinistra si possono osservare i teschi adottati e custoditi in teche di marmo apprestate da chi poteva permetterselo, con su scritto: Per Grazia ricevuta, nome, cognome e l'anno di adozione del devoto; chi invece non aveva possibilità custodiva il teschio adottato in una scatola. Poteva andar bene anche una scatola di biscotti.
Nell'ultimo antro ci sono gli scolatoi, dove i morti venivano appoggiati per far colare i liquidi. Sulle pareti sono ancora ben visibili le grappiate utilizzate dai cavamonti per scendere nella cavità e poter estrarre e lavorare il tufo.

## Alcunecapuzzellefamose

### La leggenda delCapitano

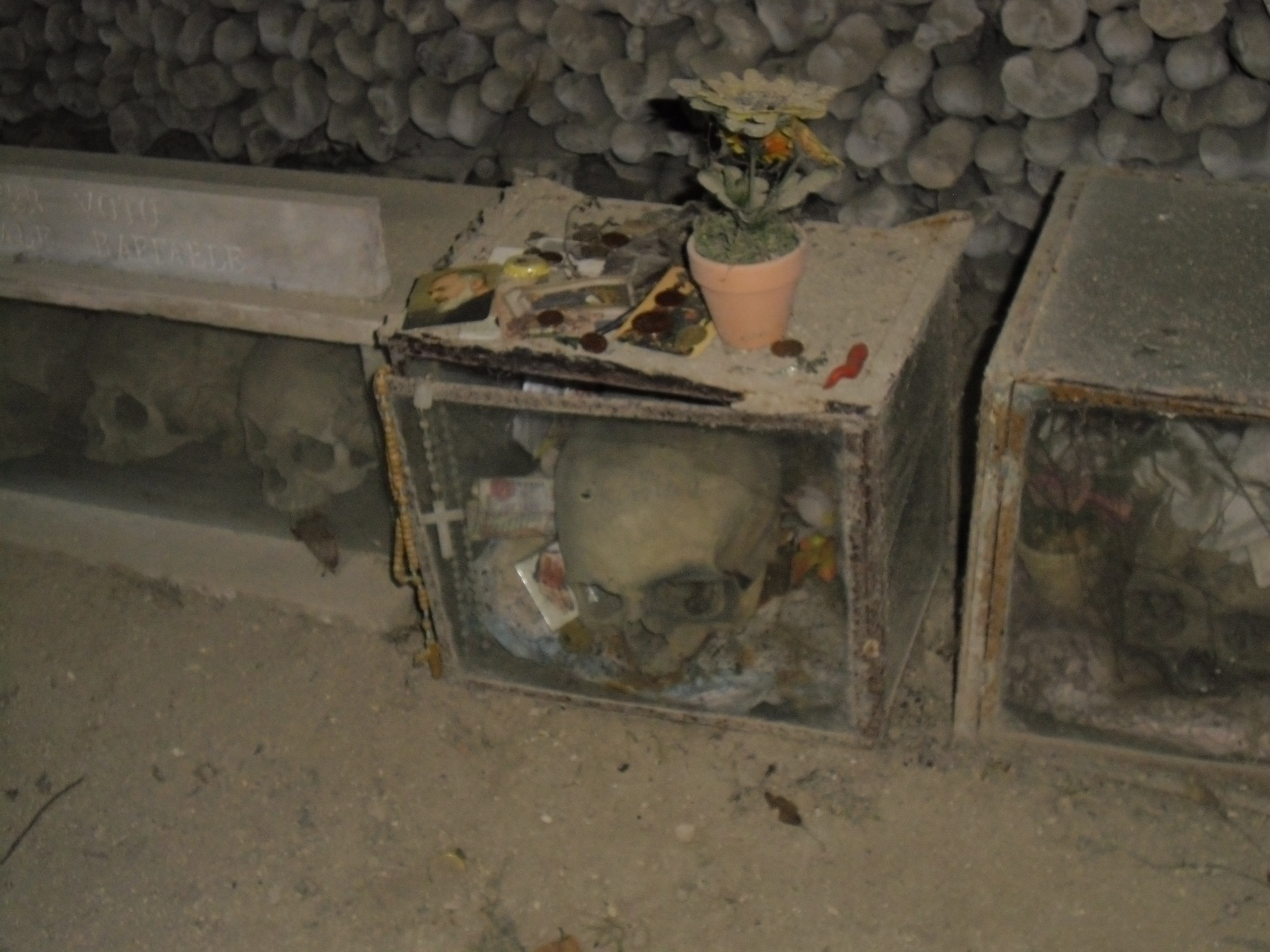
Il cranio del Capitano, attorno al quale ruotano diverse leggende.

La prima versione ci racconta che una giovane promessa sposa era molto devota al teschio del capitano, e che si recava spesso a pregarlo e a chiedergli grazie. Una volta il fidanzato di lei, scettico e forse un po' geloso delle attenzioni che la sua futura moglie dedicava a quel teschio, volle accompagnarla e portandosi dietro un bastone di bambù, lo usò per conficcarlo nell'occhio del teschio (da qui l'aition dell'orbita nera), mentre, deridendolo, lo invitava a partecipare al loro prossimo matrimonio. Il giorno delle nozze apparve tra gli ospiti un uomo vestito da carabiniere. Incuriosito da tale presenza, lo sposo chiese chi fosse e questi gli rispose che proprio lui lo aveva invitato, accecandogli un occhio; detto ciò si spogliò mostrandosi per quel che era, uno scheletro. I due sposi e altri invitati morirono sul colpo.
Una seconda versione raccolta da Roberto De Simone, mette in scena una leggenda nera popolare: un giovane camorrista, donnaiolo e spergiuro, aveva osato profanare il cimitero delle Fontanelle, ivi facendo l'amore con una ragazza. A un tratto sentì la voce del capitano che lo rimproverava ed egli, ridendosene, rispose di non aver paura di un morto. Alle nuove imprecazioni del capitano, il temerario giovane lo aveva sfidato a presentarsi di persona, giurando ironicamente di aspettarlo il giorno del suo matrimonio (e intanto giurando in cuor suo di non sposarsi mai). Però il giovane, dimentico del giuramento, dopo qualche tempo si sposò. Al banchetto di nozze si presentò tra gli invitati un personaggio vestito di nero che nessuno conosceva e che spiccava per la sua figura severa e taciturna. Alla fine del pranzo, invitato a dichiarare la sua identità, rispose di avere un dono per gli sposi, ma di volerlo mostrare solo a loro. Gli sposi lo ricevettero nella camera attigua, ma quando il giovane riconobbe il capitano fu solo questione di un attimo. Il capitano tese loro le mani e dal suo contatto infuocato gli sposi caddero morti all'istante.
Secondo una terza versione il Teschio del Capitano era stato adottato da una povera ragazza, ad esso ella rivolse tutte le sue cure e preghiere, supplicandolo perché le facesse trovare marito. Così avvenne e, prima di andare all'altare, la giovane volle ringraziare il teschio per la grazia ricevuta. Il giorno delle nozze tutti erano attirati dalla presenza in chiesa di uno strano tipo vestito da soldato spagnolo; questi, al passaggio degli sposi, sorrise alla ragazza e le fece l'occhiolino. Il marito, ingelosito, lo affrontò e lo colpì ad un occipite con un pugno. Tornata dal viaggio di nozze, la giovane si recò subito al cimitero per ringraziare ancora il suo teschio e lo trovò con una delle orbite completamente nera. Si gridò al miracolo ed il teschio in questione fu indicato come il "Teschio del Capitano".

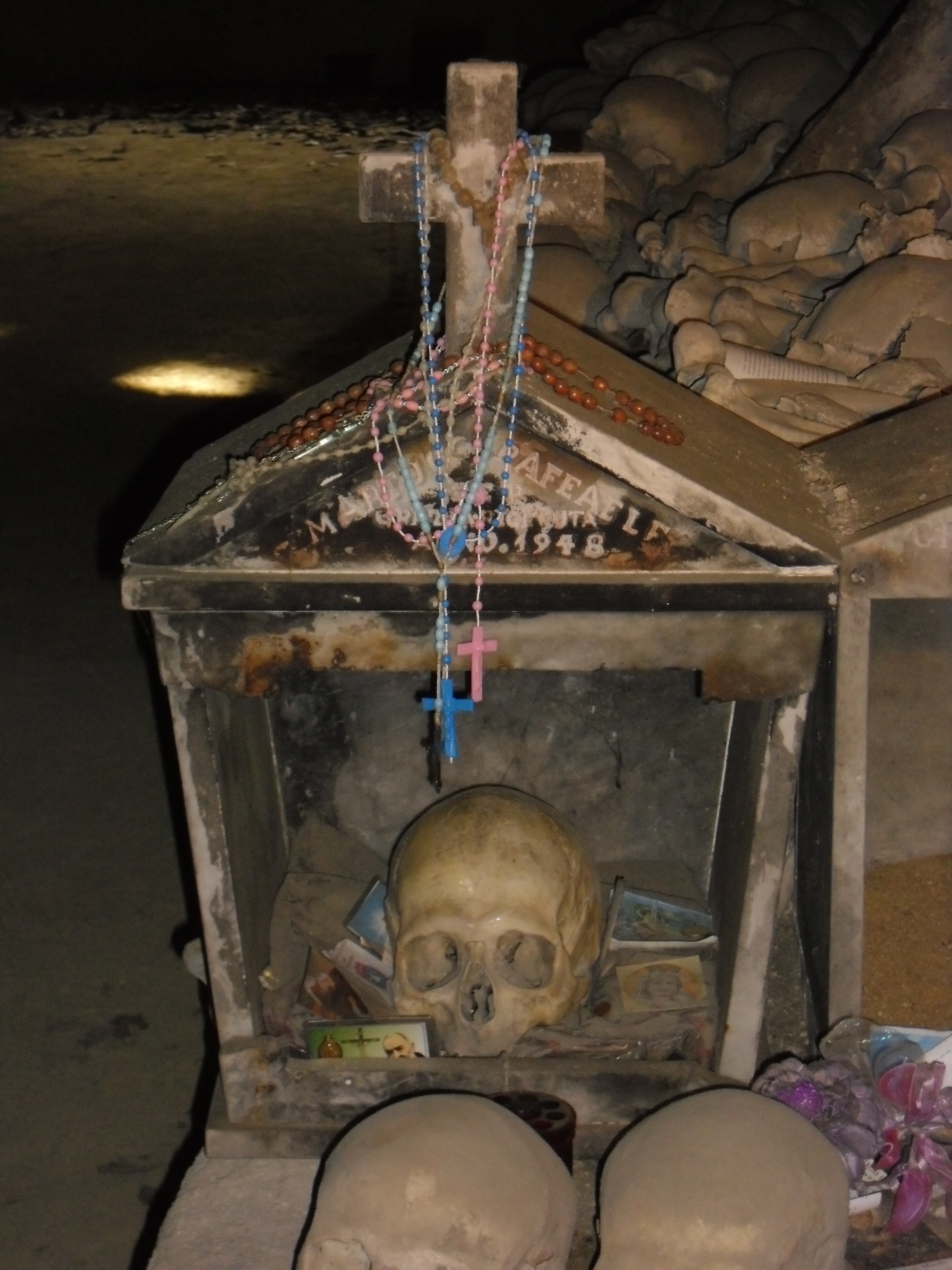
Il cranio di donna Concetta, sempre lucido, tanto che una leggenda narra che ciò è dovuto al "sudore delle anime del Purgatorio".

### Donna Concetta: 'a capa che suda
Un'altra capuzzella "di spicco" nel cimitero delle Fontanelle è quella di donna Concetta, più nota come 'a capa che suda.
La particolarità di tale teschio, posto all'interno di una teca, è la sua lucidatura: mentre gli altri crani sono ricoperti di polvere, quest'ultimo è invece sempre ben lucidato. Ciò forse avviene perché raccoglie meglio l'umidità del luogo sotterraneo, che è stata sempre interpretata come sudore: "Se domandate ai devoti vi diranno che quell'umidità è sudore delle anime del Purgatorio".
Gli umori che si depositano su questi resti sono ritenuti dai fedeli acqua purificatrice, emanazione dell'aldilà in quanto rappresentazione delle fatiche e delle sofferenze cui sono sottoposte le anime.
Secondo la tradizione, anche donna Concetta si presta a esaudire delle grazie; per verificare se ciò avverrà, basta toccarla e verificare se la propria mano si bagna.

## Il culto delle animepezzentelle
(Matilde Serao)

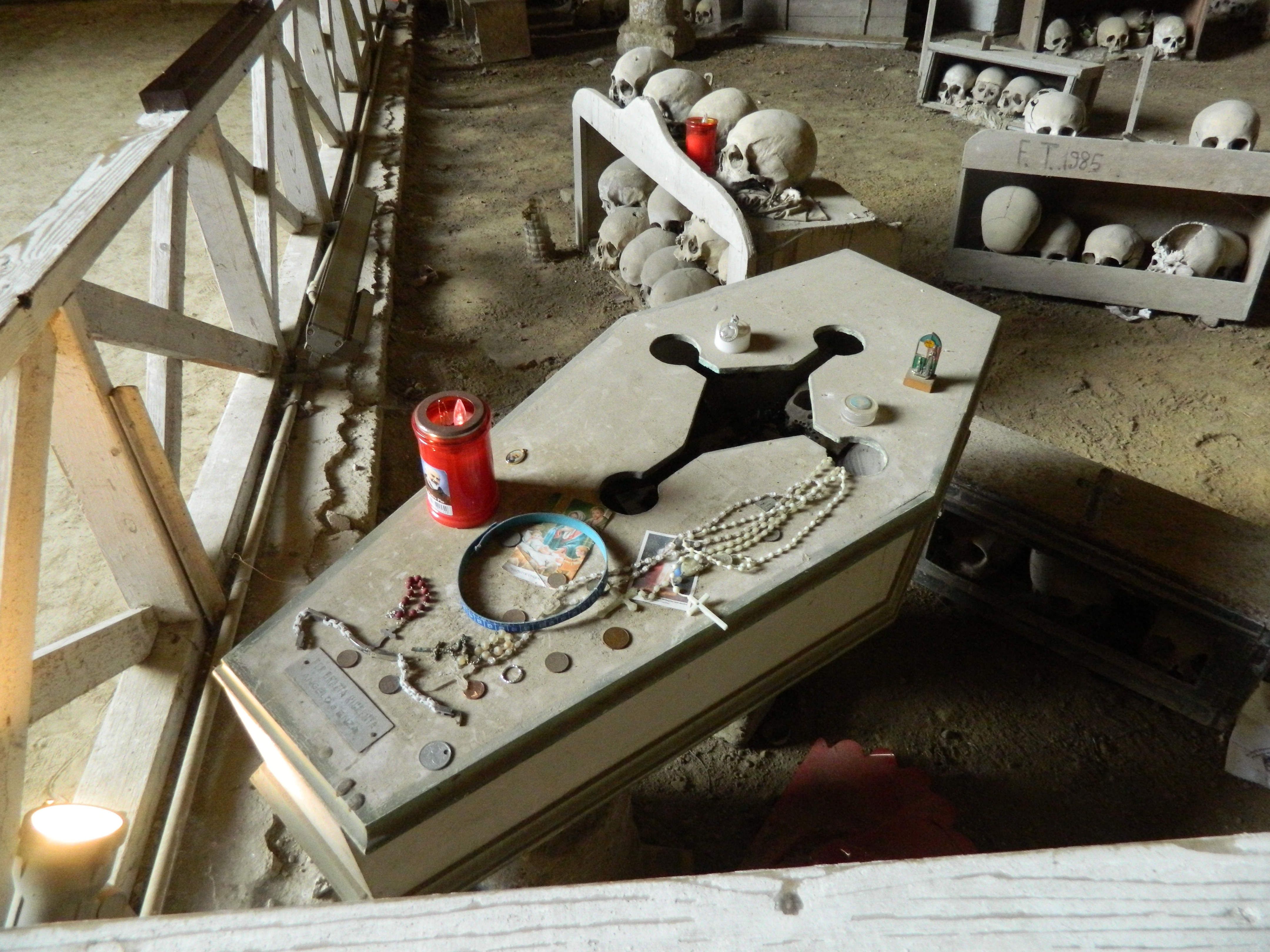
Un teschio in una bara. Porta l'incisione: "Per Grazia ricevuta. Angelo e Enza"

Le ossa anonime, accatastate nelle caverne lontano dal suolo consacrato, sono diventate per la gente della città le anime abbandonate, cosiddette anime pezzentelle, un ponte tra l'aldilà e la terra, un mezzo di comunicazione tra i mondi dei morti e i mondi dei vivi. Queste sono un segno di speranza nella possibilità di un aiuto reciproco tra poveri che scavalca la soglia della morte: poveri sono infatti i morti, per il semplice fatto di essere morti e dimenticati, e poveri i vivi che vanno a chieder loro soccorso e fortuna.
Al teschio, spesso, era associato un nome, una storia, un ruolo. Ancora negli anni settanta c'era l'abitudine di sostare di notte ai cancelli del cimitero per aspettare le ombre mandate dal teschio di don Francesco, un cabalista spagnolo, a rivelare i numeri da giocare al lotto.
Spesso il napoletano, più che altro donne, si recava sul posto, adottava un teschio particolare che l'anima le aveva indicato nel sogno. Da questo punto in poi il cranio diventava parte della famiglia del devoto.

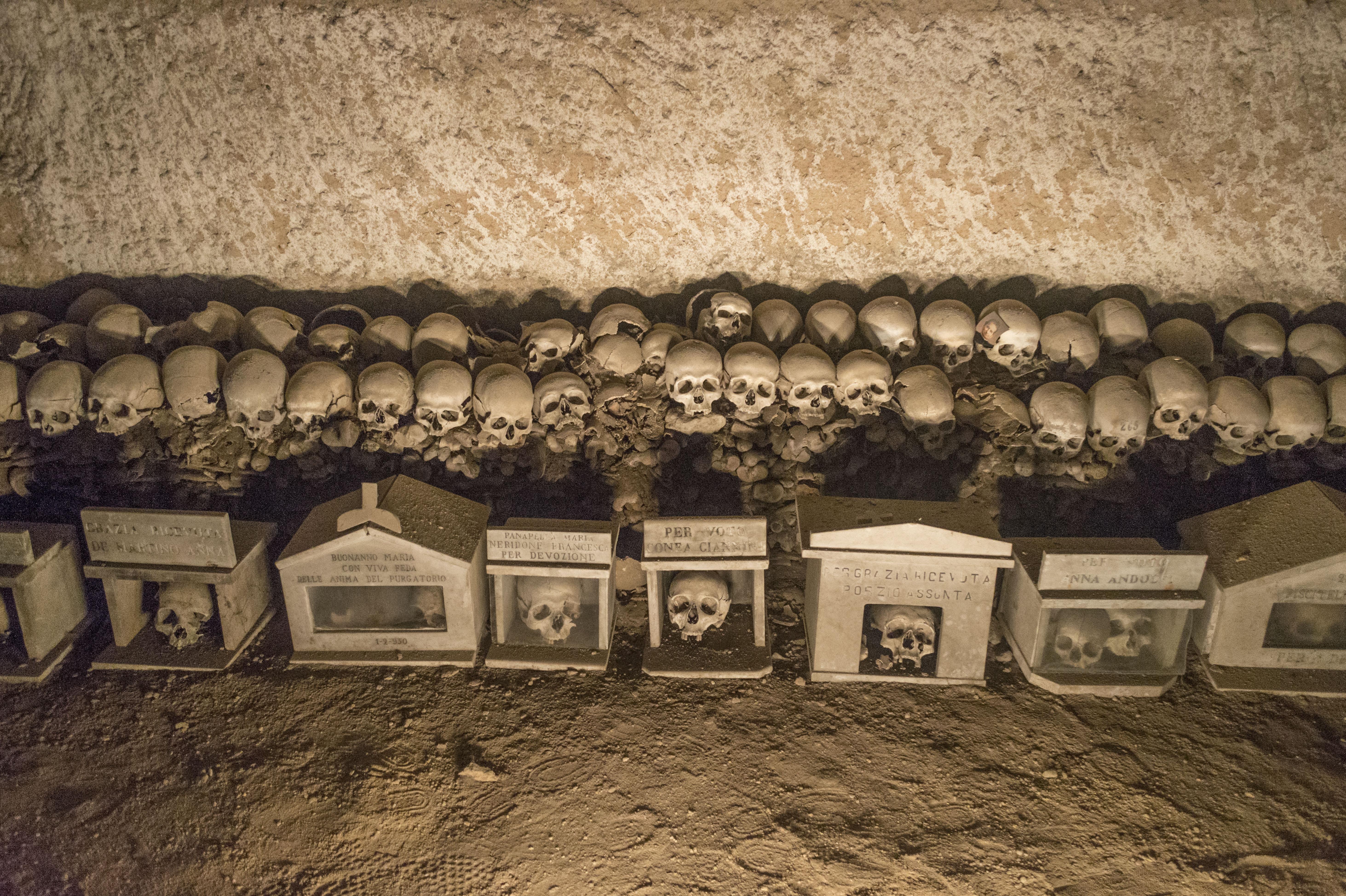
Crani riordinati

Al camposanto delle Fontanelle, il comportamento rituale si esprimeva in un preciso cerimoniale: il cranio veniva pulito e lucidato, e poggiato su dei fazzoletti ricamati lo si adornava con lumini e dei fiori. Il fazzoletto era il primo passo nell'adozione di una particolare anima da parte di un devoto e rappresentava il principio affinché la collettività adottasse il teschio. Al fazzoletto si aggiungeva il rosario, messo al collo del teschio per formare un cerchio; in seguito il fazzoletto veniva sostituito da un cuscino, spesso ornato di ricami e merletti. A ciò seguiva l'apparizione in sogno dell'anima prescelta, la quale richiedeva preghiere e suffragi.
I fedeli sceglievano chi pregare e a chi offrire i lumini nelle loro visite costanti e regolari. Solo allora il morto appariva in sogno e si faceva riconoscere.
In sogno comunque la richiesta delle anime è sempre la stessa: tutte hanno bisogno di refrisco, cioè di refrigerio: la frase ricorrente nelle preghiere rivolte alle anime purganti era infatti la seguente: «A refrische 'e ll'anime d'o priatorio».

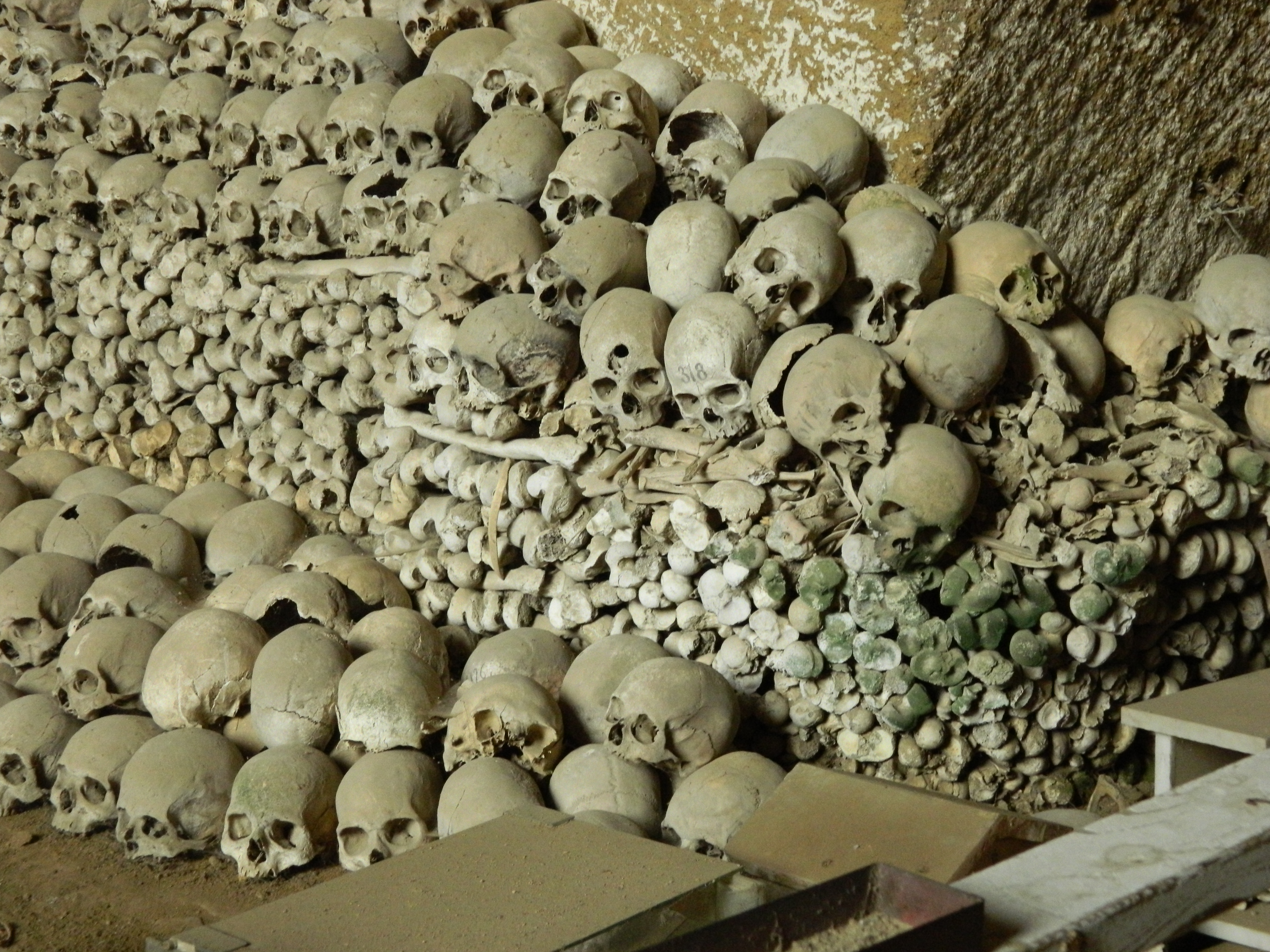
Altri crani ammassati lungo una parete.

Si pregava l'anima per alleviare le sue sofferenze in purgatorio, creando un vero e proprio rapporto di reciprocità, in cambio di una grazia o dei numeri da giocare al lotto. Se le grazie venivano concesse, il teschio veniva onorato con un tipo di sepoltura più degno: una scatola, una cassetta, una specie di tabernacolo, secondo le possibilità dell'adottante. Ma se il sabato i numeri non uscivano o se le richieste non erano esaudite, il teschio veniva abbandonato a se stesso e sostituito con un altro: la scelta possibile era vasta. Se il teschio era particolarmente generoso si ricorreva addirittura a metterlo in sicurezza, chiudendo la cassetta con un lucchetto.
I teschi, inoltre, non venivano mai ricoperti con delle lapidi, perché fossero liberi di comparire in sogno, di notte. Secondo la tradizione popolare infatti l'anima del Purgatorio rivelava in sogno la sua identità e la sua vita. Il devoto ritornava allora sul luogo di culto, raccontava il sogno, e se l'anima del teschio era particolarmente benevola, si concedeva a tutti di pregare lo stesso teschio determinando così una sorta di santificazione popolare.
Utili erano tutti i tipi di segni che potevano venire alle anime. Un primissimo segno era il sudore, cioè la condensa da umidità. Se ciò si verificava era segno di grazia ricevuta. Se il teschio non sudava, questo veniva interpretato come una sofferenza dell'anima abbandonata e cattivo presagio. In questo caso si chiedeva soccorso a Gesù e, soprattutto, alla Madonna. Ancora oggi un teschio particolarissimo riguardo a questo fenomeno è quello di donna Concetta, insolitamente e costantemente lucido.
L'unico mezzo di comunicazione tra i vivi e i morti era il sogno: dai sogni spesso nascono così varie personificazioni delle anime pezzentelle ed ecco moltiplicarsi le diverse figure di giovinette morte subito prima del matrimonio, di uomini morti in guerra o comunque in circostanze drammatiche e singolari.
Il culto fu particolarmente vivo negli anni del secondo conflitto mondiale e nei primi decenni del secondo dopoguerra: la guerra aveva diviso famiglie, allontanato parenti, provocato morti, disgrazie, distruzioni, miseria. Non potendo aspettarsi aiuto dai vivi, il popolo lo chiedeva ai morti e l'evocazione delle anime purganti diventa insieme la concreta rappresentazione della memoria e la speranza di sottrarsi all'infelicità e alla miseria.